# Hubert Kah
Hubert Kah — псевдоним немецкого музыканта Хуберта Кеммлера (нем. Hubert Kemmler) и одноимённое трио немецкой Новой волны (Neue Deutsche Welle), популярное в 80-е годы XX века. Автор композиции «Dancing Into Danger» немецкого дуэта Inker & Hamilton (1988), в течение 15 недель бывшего в чарте синглов и достигшего 19 места. Известен своим сотрудничеством с певицей Sandra. Является автором (I’ll Never Be) Maria Magdalena, Around My Heart и многих других её хитов, где также отметился в качестве бэк-вокалиста.

## Состав
- Хуберт Кеммлер (нем. Hubert Kemmler, род. 21 марта 1961 (63 года) в Ройтлингене) — вокал, клавишные
- Маркус Лёр (нем. Markus Löhr) — электрогитара, клавишные
- Клаус Хиршбургер (нем. Klaus Hirschburger) — бас-гитара

## Дискография
- 1982 — Meine Höhepunkte
- 1982 — Ich Komme
- 1985 — Goldene Zeiten
- 1986 — Tensongs
- 1989 — Sound of My Heart
- 1996 — Hubert Kah
- 1998 — Love Chain (…Maria) (сингл)
- 1998 — Best of Hubert Kah (сборник)
- 2005 — Seelentaucher
- 2011 — So8Os Presents Hubert Kah (компиляция расширенных версий песен и ремиксов)
- 2014 — The Very Best of Hubert Kah (сборник)
- 2016 — RockArt